# Bid-Management
Ein Bid-Management ist eine Software zur automatischen Steuerung der Gebote im Suchmaschinenmarketing (SEM). Mit einem Bid-Management-Tool können beliebig viele Suchbegriffe (Keywords) über verschiedene Paid-Search-Anbieter (z. B. Google Adwords oder Yahoo Search Marketing) verwaltet werden. Die Gebotsänderungen werden von den Systemen automatisch an die jeweiligen Kanäle, wie z. B. Google AdWords, via API übertragen. Dabei soll das Bid-Management helfen, für jedes Keyword das jeweils optimale Gebot zu ermitteln und dieses fortlaufend anzupassen. Bei den meisten Systemen kommen dabei mehr oder weniger komplizierte Algorithmen zum Einsatz. Für den Anwender ergibt sich durch das automatische Bieten eine Zeitersparnis und meist eine Performancesteigerung.
Die meisten Bid-Management-Tools bieten zusätzlich Funktionen zur einfacheren Verwaltung von SEM-Kampagnen. Diese umfassen beispielsweise die Bereiche Keyword-Erweiterung, Suchanfragen-Analyse und Anzeigentext-Vorschläge, aber auch das Überwachen der Zielseite (Landingpage) oder den Markenschutz. Oft werden Bid-Management-Lösungen mit Tools zur Kampagnenverwaltung ergänzt. Der Kunde erhält so über einen Login-Bereich die Möglichkeit intensive Analysen durchzuführen und daraus entstehende Konsequenzen direkt an die Kampagnen und Suchnetzwerke zu übertragen, etwa die Pausierung einer sogenannten AdGroup bei Google AdWords.
Ein Trend bei den gängigen Systemen geht zur Erweiterung der Tools im Bereich Tracking. So können immer mehr Tools nicht nur die Klicks, die direkt vor einer Conversions stattgefunden haben messen, sondern auch den Verlauf (Funnel) davor, ebenso andere Kanäle wie Display oder Affiliate. Da sich die Kanäle in Bezug auf die Performance gegenseitig mitunter stark beeinflussen, entsteht so eine bessere Transparenz in Bezug auf die Bewertung der Performance der einzelnen Werbekanäle.

## Nutzen
Der Erfolg von Werbung in Suchmaschinen hängt maßgeblich von dem Preis ab, den ein Unternehmen für einen Klick auf die Anzeige bei den Suchwortvermarkter zahlen will oder muss. Daher nennt man das Abrechnungsmodell auch Pay-per-Click. Die Preise Cost-per-Click werden über ein Gebotssystem pro Suchwort bestimmt. Je umfangreicher SEM-Kampagnen sind (diese können hunderttausende von Suchwörtern umfassen), desto schwieriger wird es, die Gebote so zu optimieren, dass die Zielgrößen eingehalten werden. Zielgrößen können der Reingewinn sein, aber auch die Kosten für einen Kauf, d. h. Cost-per-Order (CPO), oder die Kosten für einen Neukundenkontakt, also Cost-per-Lead (CPL). Bid-Management-Tools helfen, auf Basis von automatischen Analysen die statistisch gesicherten, optimalen Gebote zu finden.

## Ziele des Bid-Managements – Bietstrategien
Ein Bid-Management kann verschiedene Ziele verfolgen, die der Anwender im System vorgeben kann:

### Klickmaximierung bei gegebenem Budget
Hierbei versucht das System, möglichst günstig Klicks einzukaufen. Dies geschieht durch Umverteilen der Keywords, über die Klicks bezogen werden. Für teure Keywords werden die Gebote gesenkt und für günstige Keywords wird versucht, über eine höhere Position noch mehr Klicks zu generieren. Diese Strategie eignet sich für alle, die keinen Qualitätsunterschied zwischen verschiedenen Keywords berücksichtigen wollen oder können. In der Regel sind dies kleinere Unternehmen und Online-Shops, die lediglich Traffic auf ihre Seite bekommen möchten. Das Conversionverhalten, also ob zum Beispiel ein Kauf erfolgt, wird bei dieser Strategie ignoriert.

### Conversionmaximierung
Bei der Conversionmaximierung werden nicht nur die Kosten der Klicks beachtet, sondern auch die Qualität. Diese muss über ein Conversion-Tracking gemessen werden. Angeboten wird dieses Tracking sowohl von den Paid-Search-Anbietern selbst, als auch von den Bid-Management Tools. Der Einbau des Conversion-Tracking-Codes kann durch den Webmaster erfolgen.
Die Kennzahl zur Bewertung der Qualität ist bei dieser Strategie der Cost-Per-Order (CPO). Er sagt aus, wie viele Kosten für eine Conversion (Abverkauf, Download, Anmeldung etc.) anfallen. Folglich sind die Keywords mit dem niedrigsten CPO die attraktivsten. Das Bid-Management versucht dementsprechend möglichst viel Traffic über diese Keywords einzukaufen. Der Optimierungsprozess dauert hierbei länger, da nun neben den Klicks und CPCs auch die Conversions berücksichtigt werden müssen, die in der Anzahl meist wesentlich geringer sind als die Klicks. Somit muss das System länger auf Daten warten.

### Gewinnmaximierung
Diese Strategie basiert ebenfalls auf der Conversion-Messung. Jedoch ist die Kenngröße zur Messung der Qualität hierbei nicht die Anzahl der Conversions, sondern deren Wert. Dieser kann bei allen gängigen Conversion-Tracking-Systemen mit übermittelt werden. Einige Tools erlauben auch den Abgleich mit dem Warenwirtschaftssystem des Kunden, sodass ein exakter Deckungsbeitrag pro Order beziehungsweise Conversion ermittelt werden kann. Für den Kunden erlaubt dies die genauste Form der Optimierung, vorausgesetzt er kennt den Customer Lifetime Value. Jedoch ist hier die Volatilität der Daten am höchsten, insbesondere wenn die Bestellwerte pro Keyword stark variieren. Kunden mit wenig Conversion-Daten greifen daher eher auf die Conversionmaximierung zurück.

### Nebenbedingungen
Neben diesen indirekten Zielen lassen sich bei nahezu allen Systemen auch direkte Ziele vorgeben. Dies sind u. a. Wunschposition im jeweiligen Suchnetzwerk, Höchst- oder Mindestgebote, Einhaltung des firstPageCPCs und AdScheduling.

## Funktionsweise

### Regelbasierte Bid-Management-Systeme
Regelbasierte Systeme treffen ihre Entscheidungen bezüglich einer Gebotsänderung aufgrund von starren Regeln. Diese Regeln können durch den Hersteller vordefiniert oder durch den User vorgegeben und erweitert werden (siehe Bietstrategien). Eine Kombination von verschiedenen Regeln bezüglich der einzelnen Zielgrößen wie CPO, CPC, Position, Conversion-Rate, Uhrzeit etc. ermöglicht eine gewisse Anpassung an die eigenen Bedürfnisse. Jedoch sind die Veränderungen in den Pay-per-Click-Kanälen sehr hoch. Daher müssen die Regeln stets kontrolliert und sehr häufig angepasst werden. Man sprich daher auch oft von "halben" Bid-Management-Tools. Eine Aufgabe der modernen Systeme ist, diese Regeln selbstständig herauszufinden und fortlaufend zu verbessern. Das Problem der Datenknappheit ist hier sehr hoch, denn etwa im Long Tail können bei fehlenden Conversions oder einer nicht-vorhandenen historischen Conversion-Rate bestimmte Regeln nicht angewandt werden.
Bekannte Systeme mit regelbasiertem Ansatz sind u. a. Aquisio und DC Storm.

### Portfoliobasierte Bid-Management-Systeme
Portfoliobasierte Systeme versuchen durch theoretische Modelle den Grad der Optimierung zu erhöhen, indem nicht jedes Keyword starren Grenzen bzw. Regeln unterliegt, sondern der Einfluss auf die Gesamtperformance des Portfolios ausschlaggebend für die Regelung jedes einzelnen Keywords ist. So können einzelne Keywords bestimmte Grenzwerte überschreiten, was durchaus zu einer Steigerung der Performance des gesamten Portfolios führen kann, wenn andere Keywords wiederum entsprechend angepasst werden.
Dem zu Grunde liegt das Modell von Markowitz zur Portfolio-Optimierung, das insbesondere in der Finanzwelt sehr weit verbreitet ist und dort maßgeblichen Einfluss etwa auf die Auswahl von Aktien in Fonds hat (siehe Portfoliotheorie). Es ist naheliegend, die Überlegungen von Markowitz auch in die PPC-Welt zu übertragen und so eine Performance-Steigerung zu erzielen. Jedoch benötigt dieses Modell zur korrekten Funktion sehr viele Informationen beziehungsweise Daten pro Keyword. In der Praxis liegen diese meist jedoch nicht vor und wenn sie vorliegen, unterliegen sie einer ständigen Veränderung. Somit gelten die im Artikel Portfoliotheorie genannten Kritikpunkte auch für die Bidmanagements dieser Gattung: u. a. ungenaue Prognosen, da sie sich nur auf historische Daten beziehen und einige zugrundeliegende Annahmen sind nicht praxisnah.
Bekannte Systeme mit portfoliobasiertem Ansatz sind u. a. Adobe AdLens und Adspert.

### Evolutionäre Bid-Management-Systeme
Hier wird versucht durch ständiges Selbst-Anpassen des Algorithmus und der internen Regeln das System auf die sich ständig ändernden Rahmenbedingungen anzupassen und somit die Performance fortlaufend zu erhöhen. Die so gewonnenen Kenntnisse fließen in eine Kombination aus portfolio-optimierten und regelbasierten Ansatz ein. Es findet auf Basis eines evolutionären Algorithmus eine Selektion guter Regeln und Einstellungen sowie eine Verdrängung nicht funktionierender Ansätze statt. Durch die Kombination mit der Portfoliooptimierung werden deren Vorteile für eine globale Optimierung des Kontos genutzt, aber gleichzeitig ein zu starkes Verlassen auf historische, veraltete Daten und Regeln verhindert.
Entscheidend ist hierbei das ständige Backtesting zur Verifikation der Ergebnisse, wie es auch in der Finanzwelt etabliert hat. So kann das Zusammenspiel zwischen Gebot, Position, CPC und Klicks ständig auf sich verändernde Konkurrenzsituationen und Klickverhalten angepasst werden. Auf dieser Basis versuchen die Systeme dieser Gattung pro Keyword die gesamte Gebotslandschaft abzubilden und auf diesem Weg das optimale Gebot zu bestimmen.
Bekannte Systeme mit evolutionärem Ansatz sind Adspert, Kenshoo, Refined Ads und IntelliAd.

## Kritik
Der Nutzen eines Bid-Management-Systems wird häufig in Frage gestellt. Zu schwierig und zu komplex erscheint die Aufgabe, die Gebote zu optimieren. Insbesondere vor dem Hintergrund, dass in der Praxis weit mehr als nur die reinen Daten in die Optimierung der Gebote einfließen müssen. Vielmehr geht es auch darum, zu antizipieren, welche Suchwörter kurz- und mittelfristig die Top-Performer im Konto sein werden. Ein SEM-Manager kann Keywords z. B. vor einem bestimmten Ereignis schon an die gewünschte Position bieten. Er kann jederzeit agieren, während Bid-Management-Systeme nur reagieren – und das auch nur so gut, wie die Daten sind, die den Regelungen zu Grunde liegen. Sind die Daten gering oder schwankungsintensiv, dann kann ein Bid-Management je nach Qualität des Algorithmus sogar eher kontraproduktiv arbeiten. Denn dort, wo der SEM-Manager Schlüsse überdenken kann, handelt das System strikt nach dem vorgegebenen Muster. Ist ein Artikel nun z. B. ausverkauft, dann wird die Conversion-Rate einbrechen. Der SEM-Manager weiß dies im Idealfall sofort, das Bid-Management muss dies erst anhand der Daten "erfahren".
Strittig ist auch der Einsatz im Longtail. Hier liegen per Definition nicht genügend Daten pro Keyword vor um eine statistisch signifikante Aussage in ausreichend kurzer Zeit zu treffen. Dies geht jedoch auch dem SEM-Manager so. In der Praxis sollten hier die Algorithmen der Bid-Management-Systeme dank tiefgründiger Berechnungen im Vorteil sein. Jedoch kann auch der SEM-Manager durch geschicktes Kombinieren ggf. seine Ergebnisse verbessern. Dies kostet ihn aber im Longtail sehr viel Zeit, worunter die Short-Tail-Performance leiden wird. Es liegt nahe, vor diesen Hintergründen anzunehmen, dass ein gut optimiertes Konto beides braucht; ein Bid-Management mit guten Algorithmen und einen SEM-Manager, der stets die Kontrolle und den Überblick behält.

## Trends
- Conversion-Tracking-System

Mehr und mehr Bid-Management-Anbieter bauen eigene Conversion-Tracking-Systeme in ihr System ein. Dies erhöht die Datenmenge und somit die Sicherheit, mit der die richtigen Gebotsentscheidungen getroffen werden können.
- onSite-Tracking

Anbieter wie z. B. intelliAd oder Refined Ads erweitern ihre Daten um ein eigenes onSite-Tracking, um so etwa die Bounce-Rate in den Entscheidungsprozess zur Keywordperformance mit einfließen zu lassen.
- Telefontracking

Informationen aus dem Telefonbereich, wie z. B. die Anzahl ausgelöster Anrufe pro Keyword, können über ein angebundenes Telefontracking berücksichtigt werden.
- Social Media und Display-Advertising

Diverse Anbieter wie Efficient Frontier und Marin Software erweitern ihre Systeme in Richtung Advertising und Social Media.
- Intraday-Bid-Management (mehrmaliges Optimieren am Tag)

Das ist eine Möglichkeit das Kaufverhalten der Nutzer noch besser auszuschöpfen, da mehrmals am Tag Gebote optimiert werden können. So kann der Werbende durch Intraday Bid-Management noch mehr Gewinn aus seinen Kampagnen holen. Einer der treibenden Anbieter scheint hier Adspert zu sein.
- Bid-Management mit Google-AdWords-Scripts

Im Oktober 2012 veröffentlichte Google für AdWords die AdWords Scripts. Hierbei handelt es sich um eine in Google AdWords integrierte Programmierumgebung mit JavaScript, wie es sie auch bei Google Apps bereits gibt. Diese ermöglicht das Programmieren von eigenen Bid-Management-Prozessen, ohne hierfür die AdWords-API oder komplexe Bid-Management-Systeme verwenden zu müssen. Google bietet zudem eigene Skripte und Beispiele, die Bid-Management-Vorgänge beispielhaft zeigen. Dies stellt in Zukunft die Existenz von externen Bid-Management-Systemen grundsätzlich in Frage.
Bid-Management mit Google-AdWords-Scripts ermöglicht zudem kleineren Werbetreibenden den Einstieg in das Bid-Management, da es jetzt zu bedeutend günstigeren Preisen und ohne Anschaffung von Servern oder Software direkt und individuell in AdWords selbst umgesetzt werden kann. Bisher war das Bid-Management aufgrund der teilweise hohen Gebühren für die Systeme eine Domäne von Werbetreibenden mit großen Budgets. Auch für diese stellen die AdWords-Scripts eine Alternative dar.
- TV-Tracking

Seit 2013 gibt es Ansätze den Effekt von TV-Werbung auf Online und insbesondere auch SEM Kampagnen zu messen. Hierbei wird ermittelt wie sich der Traffic nach Ausstrahlung des TV-Spots verhält. Der Mehrtraffic wird basierend auf statistischen Analysen dem jeweiligen Kanal beziehungsweise Werbemittel zugeschrieben. Diese Daten können im Gegenzug wieder für die Gebotssteuerung genutzt werden.